# Котловина

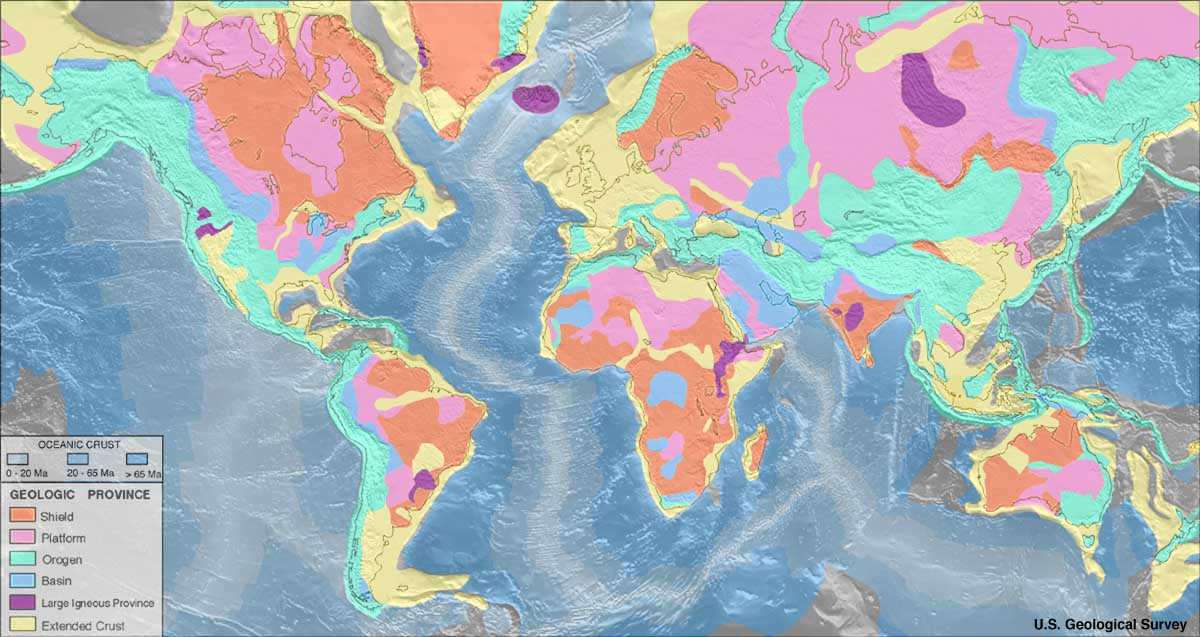
Геологічні провінції світу
за даними Геологічної служби США (USGS)

| Континентальна кора Кристалічні щити Плити Складчасті пояси Осадові басейни Трапові формації Перехідні зони | Океанічна кора Вік: 0–20 млн років 20–65 млн років >65 млн років |

Котлови́на (рос. котловина; англ. basin; нім. Kessel  m, Kesseltal  n, Wanne f) — велика западина на поверхні землі, на дні океанів та морів переважно округлих форм. Серед наземних котловин розрізняють вулканічні, тектонічні, ерозійні, льодовикові, еолові, карстові та змішані. Серед морських та океанічних котловин виділяють котловини перехідної зони та котловини ложа океану.
Котловина — це великомасштабне структурне утворення (структурний басейн) товщ гірських порід, утворене тектонічним викривленням (складчастістю) раніше рівно залягаючих товщ. Вони є геологічними западинами, зворотними куполам. Видовжені структурні басейни також відомі як синкліналі. Деякі з них є осадовими басейнами, скупченнями осадів, які заповнювали западину або накопичувалися в певній місцевості. Інші були утворені тектонічними подіями через тривалий час після відкладення осадових шарів.
Басейни можуть виглядати на геологічній карті як приблизно круглі або еліптичні з концентричними шарами. Оскільки шари занурюються до центру, відкриті шари в басейні поступово стають молодшими ззовні всередину, з наймолодшими породами в центрі. Котловини часто мають велику площу, часто сотні кілометрів у поперечнику.
Котловини часто є важливими джерелами вугілля, нафти та підземних вод.

## Приклади котловин
- Надбужанська котловина,
- Північно-Африканська котловина,
- Бразильська котловина,
- Північно-Американська котловина.